# Tom Zarek

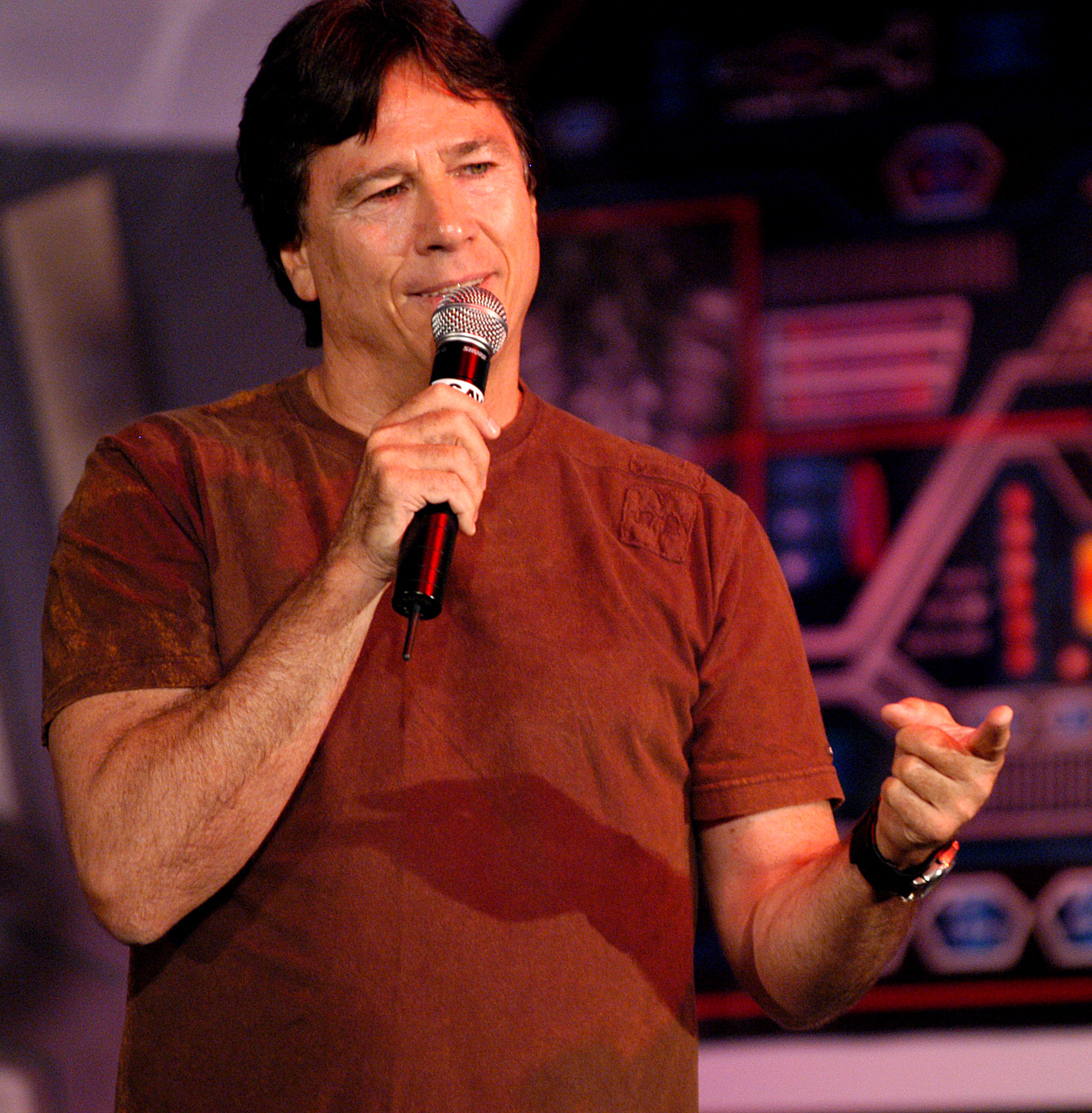
Tom Zarek, gespeeld door Richard Hatch.

Tom Zarek is een personage uit de herwerkte televisieserie Battlestar Galactica. De rol werd vertolkt door acteur Richard Hatch. De acteur speelde voorheen de rol van Apollo in de originele serie.

## Biografie
Zarek groeide op in Sagittaron, een kolonie die technologisch achterloopt op de andere kolonies en waar de bewoners niet hoog oplopen met het gezag dat ze ondervinden uit Caprica, het politieke hart van de twaalf kolonies van Kobol. Mede door zijn gevoel van onrecht wordt Zarek een revolutionair en pleegt hij terroristische aanslagen. Na een aanslag op een overheidsgebouw wordt hij veroordeeld tot een gevangenisstraf van twintig jaar. Tijdens de aanval van de Cylons op de twaalf kolonies zit Zarek op een gevangenentransport, dat zich in het zog van de Battlestar Galactica in veiligheid weet te brengen.
Toen Sharon Valerii de watervoorraad had gesaboteerd en er een nieuwe watervoorraad werd gevonden, vroeg William Adama aan de gevangenen op het gevangenentransport om mee te helpen het water te ontginnen. Tijdens de onderhandeling konden de gevangenen onder leiding van Zarek de onderhandelaars, onder leiding van Lee Adama, gijzelen. Tijdens een gesprek tussen de twee kon er een vergelijk worden gevonden toen Lee Adama beloofde dat er eerlijke presidentsverkiezingen zouden komen, een eis van Zarek omdat hij president Roslin niet vertrouwt. In de periode die volgt probeert hij 'goodwill' te creëren en geniet hij een relatieve vrijheid.
Later stelt hij zich op als 'oppositieleider' ten opzichte van president Laura Roslin en William Adama en bekritiseerd hij hen keer op keer voor hun genomen beslissingen. Dat brengt hem een zekere populariteit bij de doorsnee kolonist. Tijdens verkiezingen stelt hij zich kandidaat voor de zetel van Sagittaron in het Quorum der Twaalf, vergelijkbaar met een parlement, en wordt verkozen. Als hij zich later wil laten verkiezen tot vicepresident ziet Roslin maar één mogelijkheid om dat te stoppen. Ze vraagt aan Gaius Baltar om zich verkiesbaar te stellen omdat ze van mening is dat hij de enige is die Zarek kan verslaan bij verkiezingen, wat ook gebeurd.
Tijdens de volgende presidentsverkiezingen probeert Roslin de resultaten te vervalsen, wat aan het licht komt waardoor Baltar president wordt. Zarek wordt daardoor vicepresident. Toen de kolonisten zich vestigden op Nieuw-Caprica en de Cylons de planeet ontdekten, gaf Baltar zich over, maar Zarek wilde niet meewerken en werd gevangengezet door de Cylons. Na de bevrijding van Nieuw-Caprica verdween Baltar en werd Zarek automatisch de nieuwe president. Adama vroeg hem om af te treden, wat hij ook deed, maar eerst gaf hij nog de toestemming aan een geheim tribunaal om iedereen die hadden gecollaboreerd met de Cylons te laten terechtstellen.
Toen Adama en Roslin besloten om samen te werken met de rebellerende Cylons, organiseerde Zarek daartegen protest en werd hij opgesloten in een cel. Hij vond met Felix Gaeta een medestander en samen pleegde ze een coup. Wanneer Gaeta de controle over de Galactica overnam, vroeg Zarek aan de Quorum der Twaalf om hem te steunen. Wanneer deze weigeren laat hij alle leden executeren. Met vereende krachten werd de coup ternauwernood neergeslagen en werden Gaeta en Zarek geëxecuteerd.